# 装甲元帅
《装甲元帅》是Strategic Simulations开发、发行的二战题材战争游戏。游戏于1994年发行，对应MS-DOS、3DO、Mac OS、PlayStation、Microsoft Windows平台。作品设计借鉴了日本战争游戏《大战略》。